# Asianellus ontchalaan
Asianellus ontchalaan là một loài nhện trong họ Salticidae.
Loài này thuộc chi Asianellus. Asianellus ontchalaan được Dmitri Viktorovich Logunov & Heciak miêu tả năm 1996.